# Klarenbeek (Amstel)
Klarenbeek is een boerderij uit de 17e eeuw in de Groot-Duivendrechtse Polder aan de Ouderkerkerdijk aan de oostkant (rechteroever) van de rivier de Amstel. Tot en met het jaar 1921 hoorde de gehele Ouderkerkerdijk en Groot-Duivendrechtse Polder tot de gemeente Ouder-Amstel. Sinds 1922 hoort dit deel bij de gemeente Amsterdam (wijk Overamstel, stadsdeel Oost)
Sinds 1970 is het hoofdgebouw beschermd als rijksmonument. De summiere beschrijving in het monumentenregister vermeldt achtervleugels die gedeeltelijk van hout zijn en een deel aan de straatkant met een schilddak. Het huidige beschermde aanzien zou uit de 19e eeuw dateren ("Algemeen huidig aspect 19e eeuws").
In de 21e eeuw is Klarenbeek een zorgboerderij geworden, beheerd door de welzijnsinstelling Cordaan.